# Autobahn Raser
Autobahn Raser ist eine Rennspiel-Serie der niederländischen Firma Davilex, die speziell auf den Computerspiel-Markt in Deutschland zugeschnitten wurde. Die Spiele wurden von Koch Media und von Davilex selbst veröffentlicht. Der erste Teil der Serie erschien 1998. Sämtliche Titel enthalten Leerzeichen in Komposita.
Auf der Grundlage der Autobahn-Raser-Engine entstanden auch weitere Rennspiele, die ebenfalls den Begriff Raser im Titel trugen. Alle Rennspiele von Davilex mit diesem Begriff im Titel werden daher als Raser-Serie bezeichnet.
Davilex veröffentlichte zudem europaweit in ähnlicher Form und mit ähnlicher Betitelung versehene Spiele, so z. B. A2 Racer in den Niederlanden, London Racer bzw. M25 Racer in Großbritannien und Paris-Marseille Racing in Frankreich.

## Spielinhalt
Grundsätzlicher Spielinhalt sind Autorennen mit Serienfahrzeugen durch deutsche Städte (u. a. Berlin, Dortmund, München) sowie über die diese Städte verbindenden Bundesautobahnen. Alle Spiele bieten einen Karriere-Modus, bei dem der Spieler durch Rennerfolge Geld verdient, mit welchem der Spieler Reparaturen, Strafzettel und neue Autos bezahlt.
Die Städte ähneln oberflächlich entfernt den originalen Vorbildern. Auffälligste Erkennungsmerkmale sind entlang der Strecke platzierte Sehenswürdigkeiten. In späteren Teilen führte der Streckenverlauf auch durch Einkaufspassagen, U-Bahn-Tunnel sowie öffentliche Grünanlagen wie den Englischen Garten in München. Der Spieler trifft auf den Strecken nicht nur auf seine Renngegner, sondern auch auf Polizeifahrzeuge, Blitzkästen und auf sehr viel Gegenverkehr. Die Polizei verfolgt das Spielerfahrzeug und versucht, es zum Stillstand zu bringen, wonach der Spieler zur Zahlung eines Bußgeldes gezwungen wird.
Das Fahrgefühl ist das eines Fun-Racers, welches unter anderem das Lenken des Fahrzeugs während eines Sprungs erlaubt. Die Fahrzeugauswahl umfasst in erster Linie auf deutschen Straßen häufig sichtbare Fahrzeugtypen, aber auch Sportwagen wie der Porsche 911 wurden integriert. Die Fahrzeugbezeichnungen wurden mangels offizieller Lizenzen verfälscht. So heißt der Opel Astra im Spiel Opol Astro, und der Smart wird als Clever bezeichnet.

## Spiele

### Autobahn Raser
- Autobahn Raser: Ohne Regeln gnadenlos über deutsche Autobahnen (Davilex, 1998)
- Autobahn Raser II: Mit Vollgas über Original-Strecken Deutschlands heizen! (Davilex, 1999)
- Autobahn Raser III: Die Polizei schlägt zurück (Davilex, 2000)
- Autobahn Raser IV: Mit Vollgas durch die Innenstadt (Koch Media, 2002)
- Autobahn Raser: World Challenge (Davilex, 2003)
- Autobahn Raser: Das Spiel zum Film (Koch Media, 2004)
- Autobahn Raser: Police Madness (Koch Media, 2005)
- Autobahn Raser: Destruction Madness (Koch Media, 2005)

### Ableger
- Urlaubs Raser: Keine Chance für nette Nachbarn (2000, Koch Media)
- Speedboat Raser Europa: Spektakuläres Bootsrennen durch Amsterdam, London & Venedig (2001, Koch Media)
- Europa Raser: Europa gibt Vollgas (2001, Koch Media)
- USA Raser: Mit Highspeed durch Amerika (2002, Koch Media)
- Beach King Stunt Raser (2003, Koch Media)
- Taxi Raser (2004, Koch Media)

Auf Grundlage der Raser-Engine erschienen außerdem 2003 und 2005 zwei Spiele zur Fernsehserie Knight Rider.

## Rezeption

### Meinungen der Fachzeitschriften
Die Fachzeitschriften konnten sich für die Spiele nicht begeistern, so erhielt Autobahn Raser: Destruction Madness im Schnitt nur eine Spielspaßbewertung von 50,5 %. Bereits in technischer Hinsicht konnten die Spiele nicht überzeugen: Die Grafik war bei allen Teilen veraltet und die Hintergrundmusik wurde gerne als „Fahrstuhlmusik“ bezeichnet oder gleich mit Pornofilmen verglichen. Hauptkritikpunkt war jedoch das Spiel selbst. Die mangelhafte Fahrphysik wurde kritisiert, ebenso der einfallslose Spielablauf und das unspektakuläre Streckendesign, zumal die Städte außer den Sehenswürdigkeiten sehr eintönig wirkten. Alles in allem stand die Raser-Serie immer und in jeder Hinsicht im Schatten großer Konkurrenten wie z. B. der Need-for-Speed-Reihe. Im Zusammenhang mit der Raser-Serie wurden die Rezensenten der Fachzeitschriften auch ziemlich häufig polemisch: So bezeichnete die Zeitschrift GameStar das Spiel Autoraser – Das Spiel zum Film als „spielerische[n] Totalschaden auf der Autobahn“.

### Kommerzieller Erfolg
Dennoch waren die Spiele ein so großer kommerzieller Erfolg, dass sie immer weiter fortgesetzt wurden. Hauptgründe dafür waren zum einen die Identifikation des angestrebten Publikums durch bekannte Namen von Städten, Autos (z. B. Brabant in Anlehnung an den Trabant) und Autobahnen sowie der einfache Einstieg ins Spiel. Nicht zuletzt war auch die plakative Namensgebung mit den Schlagwörtern „Autobahn“ und „Raser“ daran beteiligt, dass unerfahrene Gelegenheitsspieler im Fachhandel eher zu diesen Produkten tendierten. Schließlich war auch die Preisgestaltung mit zunächst 49,95 DM und nach der Euroeinführung 20 bis 30 € sehr auf den Massenmarkt zugeschnitten, wogegen andere Spiele üblicherweise eher 70 bis 90 DM (40 bis 50 €) kosteten.

### Kritik durch Politiker und Medien
Wiederholt äußerten sich auch Politiker kritisch zu dem Spiel und seiner plakativen Betitelung. Im März 1999 forderte Volker Bulla, der damalige Geschäftsführer der Bündnis-90/Die-Grünen-Fraktion im Kölner Stadtrat, per Telefax verschiedene Warenhausketten auf, das Spiel aus den Regalen zu nehmen, da mit dem Vertrieb eines solchen Spiels sämtliche Bemühungen der Polizei konterkariert und der zunehmenden Rücksichtslosigkeit im Straßenverkehr Vorschub geleistet werde. Im September 2003 nannte auch Dirk Fischer, verkehrspolitischer Sprecher der CDU/CSU, die Spielserie als „im Sinne der Straßenverkehrsordnung absolut pervers“.
Auch die BILD-Zeitung veröffentlichte kritische Äußerungen und brachte im Sommer 2003 einen Autounfall, bei dem zwei Fahranfänger ein Mädchen überfahren hatten, mit dem Spiel in Verbindung. Nach Meinung der Zeitung animiere das Spiel Jugendliche zum „Auffahren, Ausbremsen und Abdrängen“.

## Film
2003 wurde unter der Lizenz des Spiels von Michael Keusch der Film Autobahnraser gedreht, zu welchem 2004 ein weiteres Spiel unter der Lizenz des Films veröffentlicht wurde. Als beteiligte Schauspieler sind hier unter anderem Alexandra Neldel und Collien Fernandes zu nennen.